# Manoir d'Épeisse
Le manoir d'Épeisse ou maison-forte de Cogny est un manoir situé à Cogny dans le département du Rhône, en France.

## Localisation
La maison-forte est route du manoir au clos Rambion, un peu à l'ouest du centre du bourg dont il est séparé par un vignoble.

## Historique
Le monument est d'abord inscrit partiellement au titre des monuments historiques le 13 juin 1989 avec une protection des façades et toitures des ailes Nord et Est ainsi que son escalier à vis et ses deux cheminées. Cette protection va être étendue à la totalité de l'édifice en incluant le portail d'entrée par arrêté le 17 décembre 2021  considérant tous les bâtiments et espaces du manoir, qu’ils soient à usage d’habitation ou à usage agricole qui constituent un ensemble cohérent et indissociable dans le corpus des maisons-fortes.